# Sambor (stacja kolejowa)
Sambor (ukr. Самбір, ros. Самбор) – stacja kolejowa w Samborze, w obwodzie lwowski, na Ukrainie. Zarządzana przez Kolej Lwowską. 

## Historia
Stacja została otwarta w dniu 31 grudnia 1872 jako jedna z głównych stacji Kolei Dniestrzańskiej (Galicyjska Kolej Transwersalna) na odcinku Chyrów-Sambor-Stryj.
Stacja stała się węzłem kolejowym 27 sierpnia 1903, kiedy otwarto linię Lwów-Sambor. 19 listopada 1904 otwarto pierwszy odcinek linii Sambor-Sianki.
Stacja została zelektryfikowana w 1967 wraz z linią Lwów-Sambor.